# 뉴트론 재머
뉴트론 재머(영어: Neutron Jammer, 일본어: ニュートロンジャマー)는 TV 애니메이션 《기동전사 건담 SEED》에 등장하는 가공의 장치이다. 통칭해서 N 재머라고도 불린다.

## 개요
작품 제작 상의 사정으로는 우주세기의 미노프스키 입자를 대신해 재래식 유도 병기나 화기 관제 장치를 무효화해, 접근전이나 격투전에 능한 인간형 로봇 병기가 활약할 수 있는 조건을 만들기 위한 무대 장치이다. 또한 설정을 담당한 모리타 시게루는 "우주세기의 남극 조약을 의식해, 《기동전사 건담 SEED》에서는 장치에 의해서 무력화되는 시도를 했다"고 언급하고 있다. 같이 설정을 담당한 시모무라 케이지는 "조약에 의한 제한으로는 위반해 사용될 가능성이 생기기 때문에, 기계적인 장치를 설정했다"고 말하고 있다.
또한, 모리타 시게루는 "뉴트론 재머의 자세한 구조는 결정하지 않았다"라고 말했다.

## 같이 보기
- 기동전사 건담 SEED